# Change of Heart
Change of Heart – szósty album kompilacyjny doom metalowego zespołu Pentagram wydany w grudniu 2012 roku przez wytwórnię Iron Pegasus Records. Album wydano w ograniczonej liczbie 300 sztuk płyt winylowych.

## Lista utworów
1. „Change of Heart” – 4:48
2. „Forever My Queen” – 2:14
3. „Because I Made It” – 4:12
4. „Review Your Choices” – 3:15

## Twórcy
| Pentagram w składzie - Bobby Liebling – wokal - Greg Reider – gitara - Ned Meloni – gitara basowa - Joe Hasselvander – perkusja | Personel - Ned Meloni – inżynier dźwięku |